# Fabrizio Festa
Fabrizio Festa (XVIII-XIX sec. – XVIII-XIX sec.) è stato un compositore italiano.

## Biografia
Fabrizio Festa era il figlio di Andrea Festa e apparteneva a una famiglia che nel corso dei secoli XVIII e XIX diede i natali a valenti compositori e musicisti.
Secondo quanto riportato da Ottavio Serena (1895), Fabrizio Festa fu "per molti anni maestro di Cappella in Altamura" e "scrisse musiche sacre e profane che meritarono il plauso delle persone più competenti".